# ویلمر کریسانتو
ویلمر کریسانتو (انگلیسی: Wilmer Crisanto؛ زادهٔ ۲۴ ژوئن ۱۹۸۹) بازیکن فوتبال اهل هندوراس است.
از باشگاه‌هایی که در آن بازی کرده است می‌توان به باشگاه فوتبال موتاگوا و باشگاه فوتبال گودوی کروز اشاره کرد.
وی همچنین در تیم‌های ملی فوتبال زیر ۲۳ سال هندوراس و هندوراس بازی کرده است.